# It’s Never Over, Jeff Buckley
It’s Never Over, Jeff Buckley ist ein US-amerikanischer Dokumentarfilm von Amy Berg aus dem Jahr 2025. Das Werk ist ein Porträt des Musikers Jeff Buckley (1966–1997). Die Weltpremiere fand Ende Januar im Rahmen des Sundance Film Festivals 2025 statt.

## Inhalt
Der Film stellt den aufstrebenden US-amerikanischen Musiker Jeff Buckley in den Mittelpunkt. Er hatte nur ein Album veröffentlicht, ehe er 1997 im Alter von 30 Jahren bei einem Badeunfall ums Leben kam. Postum prägte er mit seinem Schaffen die internationale Musikkultur des späten 20. Jahrhunderts. Das Werk vereint nie zuvor gezeigtes Filmmaterial unter anderem von Live-Auftritten und Sprachnachrichten Buckleys. Auch kommen in Interviews Personen zu Wort, die dem Künstler nahe standen.

## Hintergrund
It’s Never Over, Jeff Buckley ist der fünfte Langfilm der preisgekrönten US-amerikanischen Regisseurin Amy Berg. Die Arbeit verfügt auch über animierte Sequenzen, die von Josh Shaffner stammen. Als Produzentin für die Animationen war die Isländerin Sara Gunnarsdóttir mitverantwortlich an dem Projekt.

## Veröffentlichung
It’s Never Over, Jeff Buckley wurde am 24. Januar 2025 beim 41. Sundance Film Festival uraufgeführt. Dort war das Werk in die Sektion Premieres eingeladen worden. In ihrem Online-Katalog priesen die Veranstalter den Beitrag als „elegantes und mitfühlendes Porträt“ des verstorbenen Musikers.